# Thirlmere
Der Thirlmere ist ein See im nordenglischen Nationalpark Lake District. Er ist etwa sechs Kilometer lang und 300 Meter breit.

## Geschichte
Ursprünglich gab es an der heutigen Lage des Thirlmere zwei Seen: Leatheswater und Wythburn. Durch das Anwachsen der Industrie in Manchester während des 19. Jahrhunderts stieg dort der Bedarf an Wasser. Deshalb ließ die Manchester Corporation in den Jahren 1890 bis 1894 am Nordende des Tales einen 20 Meter hohen Damm bauen, um die Seen zu vereinigen und die enthaltenen Wasserreserven zu vergrößern. Dabei wurde das kleine Dorf Armboth überflutet. Das benötigte Wasser gelangte dann durch den rund 153 Kilometer langen Thirlmere Aqueduct nach Manchester.
Der Name leitet sich ab vom altenglischen thyrel und mere und wird mit „See mit der Unterbrechung/Lücke“ erklärt. Mit „Lücke“ war vermutlich die Schmalstelle gemeint, die vor dem Bau des Staudammes bestand und den See in zwei Teile teilte.
Heute gehört das Thirlmere-Reservoir der privaten Wasserversorgungsgesellschaft United Utilities.

## Geographie
Der See liegt im gleichnamigen Tal, das die Städte Grasmere im Süden und Keswick im Norden verbindet. Die Straße entlang des Tales wird gelegentlich im Winter wegen starker Schneefälle und Eisglätte gesperrt und der höchste Punkt Dunmail Raise ist dann unpassierbar. Der Helvellyn-Grat liegt im Osten des Tales. Im Westen liegen Armboth Fell und Raven Crag, von denen man einen guten Überblick über Tal und See hat.